# Powiat Lubiński
Der Powiat Lubiński ist ein Powiat (Kreis) in der Woiwodschaft Niederschlesien in Polen. Der Powiat hat eine Fläche von 712 km², auf der 106.000 Einwohner leben.

## Gemeinden
Der Powiat umfasst vier Gemeinden:
Stadtgemeinde
- Lubin (Lüben)

Stadt-und-Land-Gemeinde
- Ścinawa (Steinau an der Oder)

Landgemeinden
- Lubin
- Rudna (Raudten)